# Răcari
Răcari (bis 1911 Podul Bărbierului) ist eine Kleinstadt im Kreis Dâmbovița in der Großen Walachei in Rumänien.

## Lage
Răcari liegt in der Walachischen Tiefebene. Die Kreishauptstadt Târgoviște befindet sich etwa 40 km nordwestlich, die Landeshauptstadt Bukarest 35 km südöstlich.

## Geschichte
Răcari wurde 1725 erstmals urkundlich erwähnt. Der Ort war lange ländlich geprägt; zudem lag er etwa in der Mitte zwischen Bukarest und Târgoviște, den damals beiden wichtigsten Städten der Walachei. Dies begünstigte die Entwicklung des Handels. 1948 wurde Răcari zur Stadt erklärt, bekam diesen Status jedoch zwei Jahre später wieder entzogen. Seit den 1950er Jahren bis 1968 war der Ort innerhalb der damaligen Verwaltungsgliederung Rumäniens Sitz eines Rajons. Seit 2005 ist Răcari erneut eine Stadt.
Die wichtigsten Erwerbszweige sind die Landwirtschaft, die Metall- und Holzverarbeitung sowie die Textilherstellung.

## Bevölkerung
1930 lebten auf dem Gebiet der heutigen Stadt etwa 3000 Personen. Bei der Volkszählung 2002 wurden in der Stadt 6892 Einwohner registriert, darunter waren 6741 Rumänen, 147 Roma, drei Rumäniendeutsche und ein Jude. Etwa 2500 lebten in Răcari selbst, die übrigen in den sieben eingemeindeten Ortschaften.

## Verkehr
Răcari liegt an der Bahnstrecke București–Pitești–Craiova; die Haltestelle befindet sich im Ortsteil Ghergani. In beide Richtungen fahren täglich ca. acht Nahverkehrszüge. Durch die Stadt führt die Nationalstraße DN71 von Tărtășești nach Sinaia.

## Sehenswürdigkeiten
- Kirche Sf. Nicolae (1812)
- Kirche Buna Vestire (1845)
- Kirche Nașterea Maicii Domnului (1828) im Ortsteil Colacu
- Kirche Sf. Nicolae (1772) im Ortsteil Ghimpați
- Park Ion Ghica

## Gestorben in Răcari
- Ion Ghica (1816–1897), Ministerpräsident